# ام‌اس پاسیفیک
ام‌اس پاسیفیک (به انگلیسی: MS Pacific) یک کشتی است. این کشتی در سال ۱۹۷۰ ساخته شد.